# Championnat de France Pro A de tennis de table 2012-2013
Navigation
Pro A 2011-2012 Pro A 2013-2014
Le Championnat de France Pro A de tennis de table 2012-2013 est la dixième édition du Championnat de France Pro A de tennis de table, plus haut niveau des championnats de France de tennis de table par équipes. Il oppose les 10 meilleures équipes de l'Hexagone dans chaque catégorie (messieurs et dames).
| \| Chartres ASTT Istres Sports Angers SS La Romagne Hennebont VGA St-Maur TT Saint-Louis Pontoise-Cergy EP Isséenne Bayard Argentan US Kremlin Bicêtre Saint-Berthevin SA Souché Niort Poitiers TTACC 86 ASTT Miramas Lys Lez Lannoy CP Saint-Quentin ALCL Grand-Quevilly Metz TT \| Localisation des clubs engagés dans le championnat |
| Chartres ASTT Istres Sports Angers SS La Romagne Hennebont VGA St-Maur TT Saint-Louis Pontoise-Cergy EP Isséenne Bayard Argentan US Kremlin Bicêtre Saint-Berthevin SA Souché Niort Poitiers TTACC 86 ASTT Miramas Lys Lez Lannoy CP Saint-Quentin ALCL Grand-Quevilly Metz TT                                                          |

## Longévité en cours
- À la suite des retraits de Levallois Sporting Club, après 32 saisons consécutives en première division, et du SAG Cestas, après 24 saisons d'affilée dans l'élite, la Vaillante Angers, arrivée en 2001, devient le plus vieux club du Championnat, avec 12 saisons consécutives à ce niveau. Les Angevins sont également les seuls avec la GV Hennebont à avoir participé à toutes les éditions de la Pro A.

- Chez les femmes, l'US Kremlin-Bicêtre dispute sa 28e saison d'affilée dans les championnats professionnels (26 saisons en Nationale 1, Superdivision et Pro A + 1 saison en Pro B), tandis que le CP Lys-lez-Lannoy et l'US Saint-Berthévin/Saint-Loup disputent leur 14e saison consécutive en première division.

## Championnat masculin

### Clubs engagés
- À la suite du retrait annoncé du SAG Cestas, 24 saison consécutives dans l'élite, le neuvième de la saison dernière, la VGA Saint-Maur, est repêché en Pro A.
- À la suite du retrait tardif du Levallois Sporting Club, 17 fois champion de France et 32e saison d'affilée en première division, la FFTT décide de repêché le troisième de la dernière saison de Pro B, le TT Saint-Louis dans l'élite au profit du dernier de la dernière saison de Pro A, l'US Saint-Denis.

| Cl | Équipes              | NS  | MR                  | Pts                 | J                   | V                   | N                   | D                   | Pé                  | Pp                  | Pc                  | Diff                | 2011/12 |
| -- | -------------------- | --- | ------------------- | ------------------- | ------------------- | ------------------- | ------------------- | ------------------- | ------------------- | ------------------- | ------------------- | ------------------- | ------- |
| 2  | GV Hennebont         | 10e | Champion            | 377                 | 156                 | 91                  | 39                  | 26                  | -                   | -                   | -                   | -                   | PRO A   |
| 3  | Vaillante Angers     | 10e | Dauphin             | 325                 | 156                 | 68                  | 33                  | 55                  | -                   | -                   | -                   | -                   | PRO A   |
| 5  | AS Pontoise-Cergy TT | 9e  | Dauphin             | 311                 | 144                 | 68                  | 31                  | 45                  | -                   | -                   | -                   | -                   | PRO A   |
| 6  | Istres TT            | 8e  | 3e                  | 255                 | 126                 | 48                  | 33                  | 45                  | -                   | 346                 | 337                 | +9                  | PRO A   |
| 7  | SS La Romagne        | 7e  | 3e                  | 211                 | 108                 | 39                  | 25                  | 44                  | -                   | 294                 | 292                 | +2                  | PRO A   |
| 10 | Argentan Bayard      | 6e  | 3e                  | 128                 | 84                  | 16                  | 12                  | 56                  | -                   | -                   | -                   | -                   | Pro B   |
| 12 | Chartres ASTT        | 4e  | Champion            | 129                 | 54                  | 31                  | 13                  | 10                  | -                   | 175                 | 110                 | +65                 | PRO A   |
| 13 | EP Isséenne          | 4e  | 9e                  | 63                  | 53                  | 2                   | 5                   | 46                  | 1                   | -                   | -                   | -                   | Pro B   |
| 14 | VGA Saint-Maur       | 2e  | 9e                  | 25                  | 18                  | 2                   | 3                   | 13                  | -                   | 26                  | 63                  | -37                 | PRO A   |
| 20 | TT Saint-Louis       | 1re | 1re saison en Pro A | 1re saison en Pro A | 1re saison en Pro A | 1re saison en Pro A | 1re saison en Pro A | 1re saison en Pro A | 1re saison en Pro A | 1re saison en Pro A | 1re saison en Pro A | 1re saison en Pro A | Pro B   |

### Résultats
| Résultats (dom.\ext.)                                      | Ang | Arg | Cha | Hen | Issy | Ist | LaR | Pon | St-L | St-M |
| Vaillante Angers                                           |     | 4-1 | 4-2 | 3-3 | 4-0  | 2-4 | 1-4 | 2-4 | 4-0  | 4-1  |
| Bayard Argentan                                            | 0-4 |     | 1-4 | 0-4 | 4-1  | 1-4 | 1-4 | 2-4 | 3-3  | 2-4  |
| Chartres ASTT                                              | 4-0 | 4-1 |     | 2-4 | 4-2  | 4-2 | 4-0 | 4-2 | 4-0  | 4-0  |
| GV Hennebont                                               | 3-3 | 4-1 | 1-4 |     | 4-0  | 4-0 | 0-4 | 1-4 | 4-1  | 4-0  |
| EP Isséenne                                                | 2-4 | 3-3 | 1-4 | 1-4 |      | 0-4 | 1-4 | 0-4 | 4-2  | 3-3  |
| Istres TT                                                  | 0-4 | 3-3 | 0-4 | 1-4 | 2-4  |     | 3-3 | 3-3 | 4-0  | 4-1  |
| SS La Romagne                                              | 2-4 | 4-0 | 2-4 | 4-1 | 3-3  | 3-3 |     | 2-4 | 4-1  | 4-1  |
| AS Pontoise-Cergy                                          | 4-1 | 4-0 | 0-4 | 4-2 | 4-0  | 4-0 | 2-4 |     | 4-0  | 4-2  |
| TT Saint-Louis                                             | 1-4 | 3-3 | 0-4 | 2-4 | 2-4  | 1-4 | 1-4 | 0-4 |      | 4-2  |
| VGA St-Maur                                                | 2-4 | 2-4 | 1-4 | 2-4 | 4-2  | 4-2 | 0-4 | 1-4 | 4-2  |      |
| - Victoire à domicile - Match nul - Victoire à l'extérieur |     |     |     |     |      |     |     |     |      |      |

### Classements

#### Général
| Rang | Équipe               | Pts | J  | V  | N | D  | F | Pp | Pc | Diff |
| ---- | -------------------- | --- | -- | -- | - | -- | - | -- | -- | ---- |
| 1    | Chartres ASTT        | 50  | 18 | 16 | 0 | 2  | 0 | 68 | 21 | +47  |
| 2    | AS Pontoise-Cergy TT | 47  | 18 | 14 | 1 | 3  | 0 | 63 | 27 | +36  |
| 3    | SS La Romagne        | 43  | 18 | 11 | 3 | 4  | 0 | 59 | 34 | +25  |
| 4    | GV Hennebont         | 42  | 18 | 11 | 2 | 5  | 0 | 54 | 36 | +18  |
| 5    | Vaillante Angers     | 42  | 18 | 11 | 2 | 5  | 0 | 56 | 37 | +19  |
| 6    | Istres TT            | 34  | 18 | 6  | 4 | 8  | 0 | 43 | 49 | -6   |
| 8    | EP Isséenne          | 27  | 18 | 3  | 3 | 12 | 0 | 31 | 63 | -32  |
| 7    | VGA St-Maur          | 27  | 18 | 4  | 1 | 13 | 0 | 34 | 63 | -29  |
| 9    | Bayard Argentan      | 26  | 18 | 2  | 4 | 12 | 0 | 30 | 63 | -33  |
| 10   | TT Saint-Louis       | 22  | 18 | 1  | 2 | 15 | 0 | 23 | 68 | -45  |

- Chartres ASTT est champion de France pour la 2eme fois.
- L'équipe championne est composée de Gao Ning, Damien Eloi, Pär Gerell et Robert Gardos.

## Championnat Féminin

### Clubs engagés
| Cl | Équipes                    | NS                  | Meilleur résultat   | Pts                 | J                   | V                   | N                   | D                   | Pé                  | En Pro A depuis | Champ. précédent |
| -- | -------------------------- | ------------------- | ------------------- | ------------------- | ------------------- | ------------------- | ------------------- | ------------------- | ------------------- | --------------- | ---------------- |
| 1  | CP Lys-lez-Lannoy          | 10e                 | Champion            | 332                 | 155                 | 73                  | 31                  | 51                  | -                   | 2004            | Superdivision    |
| 2  | US St-Berthévin/St-Loup TT | 10e                 | Dauphin             | 343                 | 156                 | 73                  | 42                  | 20                  | -                   | 2004            | Superdivision    |
| 3  | US Kremlin-Bicêtre         | 9e                  | Dauphin             | 277                 | 137                 | 55                  | 30                  | 52                  | 1                   | 2007            | Pro B            |
| 6  | ALCL Grand-Quevilly        | 8e                  | Champion            | 242                 | 124                 | 45                  | 29                  | 29                  | -                   | 2006            | Pro B            |
| 11 | SA Souché Niort            | 5e                  | 3e                  | 139                 | 70                  | 28                  | 14                  | 27                  | 1                   | 2008            | Pro B            |
| 12 | TT Saint-Quentin           | 4e                  | 3e                  | 101                 | 52                  | 20                  | 9                   | 23                  | -                   | 2010            | Pro B            |
| 15 | Metz TT                    | 3e                  | 7e                  | 50                  | 34                  | 4                   | 8                   | 22                  | -                   | 2011            | Pro B            |
| 20 | Mirande-Cugnaux/Villeneuve | 2e                  | 4e                  | 32                  | 16                  | 5                   | 6                   | 5                   | -                   | 2012            | Pro B            |
| 21 | Poitiers TTACC 86          | 1re saison en Pro A | 1re saison en Pro A | 1re saison en Pro A | 1re saison en Pro A | 1re saison en Pro A | 1re saison en Pro A | 1re saison en Pro A | 1re saison en Pro A | 2013            | Pro B            |
| 22 | ASTT Miramas               | 1re saison en Pro A | 1re saison en Pro A | 1re saison en Pro A | 1re saison en Pro A | 1re saison en Pro A | 1re saison en Pro A | 1re saison en Pro A | 1re saison en Pro A | 2013            | Pro B            |

### Résultats
| Résultats (dom.\ext.)                                      | Gd-Q | Kre | Lys | Metz | Mir | MCV | Sou | Poi | St-B | St-Q |
| ALCL Grand-Quevilly                                        |      | 3-3 | 3-3 | 1-4  | 4-2 | 1-4 | 4-2 | 4-2 | 4-1  | 4-2  |
| US Kremlin-Bicêtre                                         | 4-2  |     | 4-2 | 1-4  | 4-0 | 4-0 | 4-0 | 4-1 | 4-2  | 4-2  |
| CP Lys-lez-Lannoy                                          | 4-1  | 1-4 |     | 4-1  | 4-0 | 4-0 | 4-1 | 4-0 | 4-2  | 3-3  |
| Metz TT                                                    | 3-3  | 4-0 | 1-4 |      | 3-3 | 4-1 | 4-1 | 4-2 | 4-2  | 4-2  |
| ASTT Miramas                                               | 1-4  | 2-4 | 1-4 | 3-3  |     | 1-4 | 1-4 | 3-3 | 3-3  | 2-4  |
| Ent. Mirande-Cugnaux/Villeneuve                            | 3-3  | 2-4 | 0-4 | 1-4  | 4-1 |     | 3-3 | 4-2 | 3-3  | 4-0  |
| SA Souché Niort                                            | 4-1  | 1-4 | 2-4 | 4-1  | 4-2 | 4-2 |     | 2-4 | 4-2  | 2-4  |
| Poitiers TTACC 86                                          | 2-4  | 1-4 | 2-4 | 2-4  | 3-3 | 1-4 | 2-4 |     | 3-3  | 4-2  |
| US St-Berthévin/St-Loup                                    | 4-1  | 1-4 | 1-4 | 1-4  | 2-4 | 2-4 | 1-4 | 2-4 |      | 2-4  |
| TT Saint-Quentin                                           | 4-1  | 0-4 | 3-3 | 4-2  | 2-4 | 3-3 | 4-2 | 3-3 | 3-3  |      |
| - Victoire à domicile - Match nul - Victoire à l'extérieur |      |     |     |      |     |     |     |     |      |      |

### Classements

#### Général
| Rang | Équipe                  | Pts | J  | V  | N | D  | F | Pp | Pc | Diff |
| ---- | ----------------------- | --- | -- | -- | - | -- | - | -- | -- | ---- |
| 1    | US Kremlin-Bicêtre      | 49  | 15 | 15 | 1 | 2  | 0 | 64 | 31 | +33  |
| 2    | CP Lys-lez-Lannoy       | 47  | 18 | 13 | 3 | 2  | 0 | 64 | 29 | +35  |
| 3    | Metz TT                 | 43  | 15 | 11 | 3 | 4  | 0 | 58 | 39 | +19  |
| 4    | Ent. Mirande-CV         | 36  | 18 | 7  | 4 | 7  | 0 | 46 | 48 | -2   |
| -    | ALCL Grand-Quevilly     | 36  | 18 | 7  | 4 | 7  | 0 | 48 | 52 | -4   |
| 6    | SA Souché Niort         | 35  | 18 | 8  | 1 | 9  | 0 | 48 | 51 | -3   |
| -    | TT Saint-Quentin        | 35  | 18 | 6  | 5 | 7  | 0 | 49 | 54 | -5   |
| 8    | Poitiers TTACC 86       | 28  | 18 | 3  | 4 | 11 | 0 | 41 | 62 | -21  |
| 9    | ASTT Miramas            | 27  | 18 | 2  | 5 | 11 | 0 | 36 | 63 | -27  |
| 10   | US St-Berthevin/St-Loup | 24  | 18 | 1  | 4 | 13 | 0 | 36 | 61 | -25  |

## Coupes d'Europe

### Ligue des Champions
- Groupe A : Hennebont dernier et presque éliminé.
- Groupe B : Chartres qualifié et assuré de la première place.
- Groupe C : Pontoise-Cergy qualifié et premier à la dernière journée au set-average.

- Phase Finale : Opposés respectivement à Niederrostereich et Sarrebruck, Pontoise et Chartres se qualifient pour les demi-finales. Pour la première fois de l'histoire, deux clubs français participent au dernier carré de la Ligue des Champions. En demi-finale, Pontoise est éliminé par le club russe d'Orenburg, tandis que Chartres, emmené par son leader [Gao Ning], se qualifie pour la première fois de son histoire en finale en battant le Borussia Dusseldorf, emmené par Timo Boll[1]. En finale, Chartres perd le match aller à domicile 3-1, mais réussit l'exploit de gagner le match retour 3-1, finissant à égalité parfaite en nombre de sets, mais s'inclinant finalement pour 4 points, pour la finale la plus serrée de l'histoire du tennis de table.

### ETTU Cup
- HOMMES : Istres passe le 2e tour de poules et rejoint La Romagne et Angers au 3e tour. Les trois clubs se qualifient pour le 4e tour.
- DAMES : Lys-lez-Lannoy et Grand-Quevilly passent le 2e tour de poules et rejoignent St-Quentin, Metz et Mirande-CV au 3e tour. Seul Metz et St-Quentin se qualifient pour les quarts de finale de la compétition qui auront lieu en 2013.

- PHASE FINALE HOMMES :

Sur les quatre clubs français qualifiés en quarts de finale (avec Hennebont reversé de la Champion's League), seul Istres parvient à se qualifier pour les demi-finales de l'ETTU Cup pour la première fois de son histoire. Hennebont, La Romagne et Angers tombent tous à domicile face à Grunzdiz, Bogoria et Ekaterinbourg.
- PHASE FINALE DAMES : Metz a cru à l'exploit face a Fenerbahçe, vainqueur à domicile à l'aller 3-2. Mais les Turques se sont révoltées au retour 3-0. Seul St-Quentin se qualifie pour les demi-finales, pour la première fois de son histoire. C'est le quatrième club de cette Pro A après Grand-Quevilly (2007), Saint-Berthevin (2010) et Lys-lez-Lannoy (2011) à atteindre le dernier carré.